# Lowton
Lowton är en ort i distriktet Wigan, i grevskapet Greater Manchester, i England. Lowton var en civil parish fram till 1933 när blev den en del av Golborne. Denna civil parish hade 3 851 invånare år 1931.